# Wawrzyniec Grzymała Goślicki
Wawrzyniec Grzymała Goślicki (in latino Laurentius Grimaldius Goslicius; Płock, 1538 – Ciążeń, 31 ottobre 1607) è stato un vescovo cattolico, filosofo e nobile polacco.

## Biografia
Nato vicino a Płock, dopo aver studiato all'Università Jagellonica di Cracovia e presso le università di Padova e Bologna, abbracciò la carriera ecclesiastica. Nel 1569 entrò al servizio della cancelleria reale polacca e, come segretario, servì due re, Sigismondo II Augusto e Stefan Batory.
Fu successivamente nominato vescovo di Kamieniec Podolski (1586), Chełm (1590), Przemyśl (1591) e Poznań (1601). Goślicki era un uomo influente, molto stimato dai contemporanei e spesso impegnato in politica attiva. Fu anche un convinto sostenitore della tolleranza religiosa in Polonia. Fu a causa della sua influenza e di una lettera che scrisse al Papa contro i gesuiti che fu loro impedito di fondare scuole a Cracovia durante il suo regno. Fu l'unico prelato che, nel 1587, aderì alla Confederazione di Varsavia .

## Opere
La sua opera più nota, il De optimo senatore, fu pubblicata per la prima volta in latino durante il suo soggiorno in Italia, a Venezia nel 1568. Il trattato, dedicato al re Sigismondo II Augusto,  ebbe una seconda edizione a Basilea nel 1593, e in seguito fu tradotto in inglese con i titoli di The Counsellor e di The Accomplished Senator, usciti in stampa rispettivamente nel 1598 e nel 1607.
Il libro si dimostrò di grande importanza e influenza in Gran Bretagna tra le forze contrarie alla monarchia Tudor. Fu ampiamente citato in opuscoli e volantini dell'opposizione anche durante il periodo che precedette le guerre civili britanniche del 1640.
In questo libro Goślicki descrive lo statista ideale come esperto di materie umanistiche, nonché di economia, politica e diritto. Al centro dell'opera vi è l'idea che la legge è al di sopra del sovrano e che è illegittimo governare un popolo contro la sua volontà. Goślicki equipara la pietà alla ragione e la ragione alla legge. Molte delle idee del libro costituivano le basi della cosiddetta democrazia nobiliare polacca
Goślicki non scrisse mai che "tutti gli uomini sono creati uguali", ma affermò: "A volte un popolo, giustamente provocato e irritato, dalla tirannia e dalle usurpazioni dei suoi re, si assume l'indubbio diritto di rivendicare le proprie libertà". Il libro sarebbe stato letto da Roberto Bellarmino, Algernon Sydney e Thomas Jefferson (che lo aveva nella sua biblioteca), ma non ci sono prove di un collegamento diretto con la Dichiarazione di Indipendenza di Jefferson. 
La sua opera ebbe un'influenza anche nell'elaborazione della Costituzione polacca del 3 maggio 1791, che lo storico Norman Davies definisce "la prima costituzione del suo genere in Europa".

## Genealogia episcopale
La genealogia episcopale è:
- Arcivescovo Jakub Uchański
- Arcivescovo Stanisław Karnkowski
- Arcivescovo Jan Dymitr Solikowski
- Vescovo Wawrzyniec Grzymała Goślicki